# Texas (Nueva España)
Texas o Tejas, también referida como Tejas española, fue una de las Provincias Internas del Virreinato de Nueva España desde 1690 hasta 1821.

## Localización
El Texas Español (o Tejas) fue una provincia del noreste del Virreinato de la Nueva España. Limitaba al sur con la provincia de Coahuila, en la línea formada entre los ríos Medina y Nueces, 100 millas (161 km) al noreste del río Grande. Al este limitaba con la Luisiana francesa. Para España la frontera oriental estaba en el río Rojo. Los franceses reclamaban el territorio entre el río Rojo (Red River) y el río Sabina (Sabine), 45 millas (72 km) más al oeste. Después de la Independencia de México, entre 1824 y 1835, Texas fue parte del estado de Coahuila y Tejas.

## Historia
España había reclamado la propiedad del territorio que comprendía lo que hoy es el estado de Texas, incluyendo las tierras al norte de los ríos Medina y Nueces, pero recién inició la población cuando tuvo evidencias de la existencia de la colonia francesa de Fort Saint Louis en 1689. En 1690, Alonso de León escoltó a varios misioneros hasta el este de Texas, donde establecieron la primera misión española de Texas. Ante la oposición de los indios nativos, los misioneros retornaron a México y no volvieron hasta veinte años después.

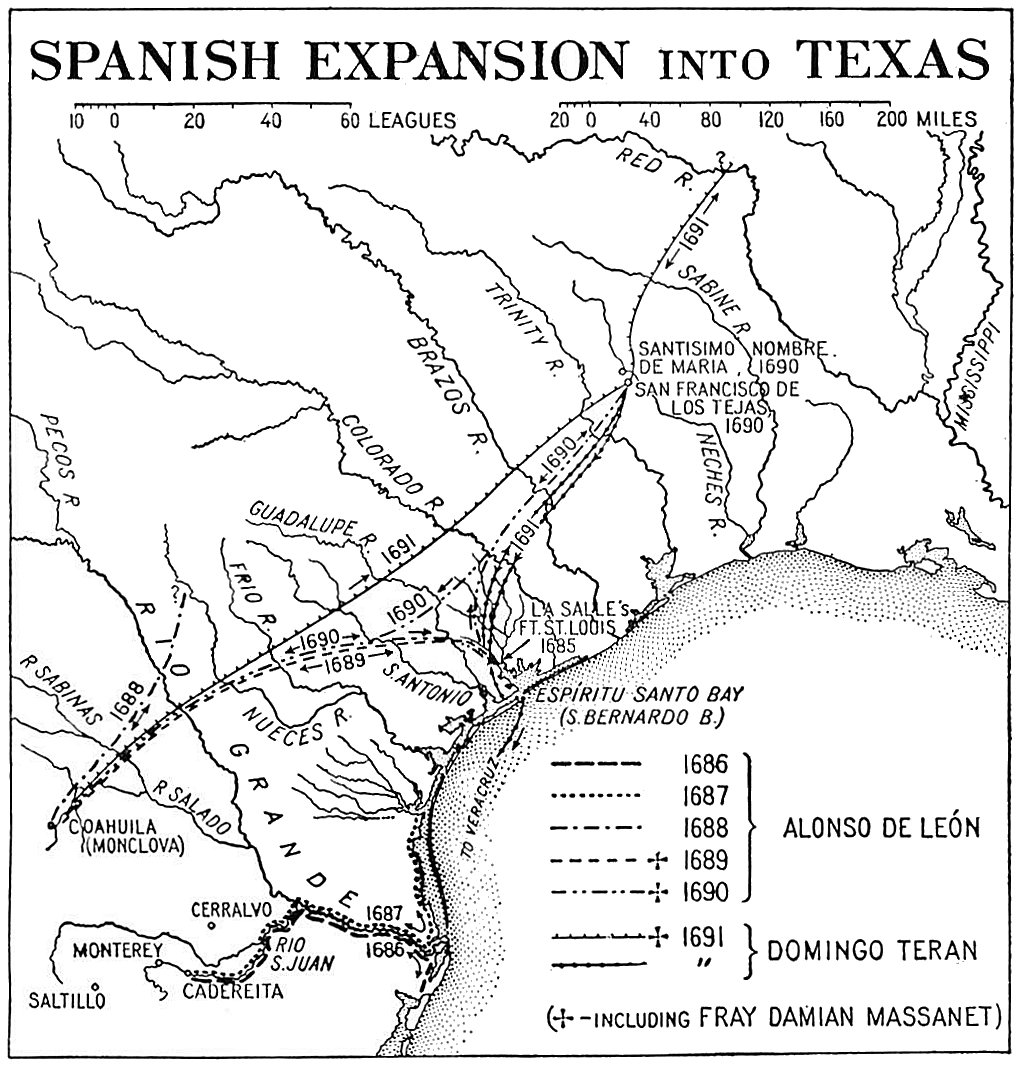
Exploraciones españolas desde México a Tejas

Los españoles regresaron a Texas en 1716, estableciendo varias misiones y un presidio que sirvieron de tapón contra el expansionismo de los franceses de la Luisiana. Dos años después, en 1718, se fundó San Antonio como centro de apoyo a las misiones. La nueva población pronto fue atacada por la tribu apache de los lipanes. Las incursiones duraron hasta 1749, cuando se acordó la paz entre las partes. El tratado enojó a las tribus enemigas de los apaches y costó nuevos ataques de los indios comanches, tonkawas, y hainais. La inestabilidad de la zona limitó la llegada de nuevos colonos del Virreinato, así que el territorio continuó semidespoblado. Por fin, en 1785, España llegó a un acuerdo de paz con los indios comanches. La alianza con los comanches sirvió para derrotar a las tribus apaches y karankawas que habían seguido hostigando a los españoles. Se fundaron nuevas misiones y se pacificó a la mayoría de las tribus, tal que a fines del s. XVIII quedaban pocas por convertir.
Francia abandonó formalmente su reclamación sobre Texas cuando la Luisiana fue cedida a España en 1762. La Luisiana española se integró en el Virreinato de Nueva España y, por tanto, Texas dejaba de ser una provincia tapón. Los asentamientos más orientales de Texas se disolvieron y su población se reubicó en San Antonio. No obstante, en 1799, España devolvió la Luisiana a Francia y, en 1803, Napoleón vendió el territorio a los Estados Unidos. El presidente Thomas Jefferson consideraba que el acuerdo incluía todas las tierras al este de las Montañas Rocosas y al norte del río Grande aunque buena parte del suroeste pertenecía a Nueva España. La disputa no se resolvió hasta el Tratado Adams-Onís de 1819, cuando España cedió Florida a los EE. UU. a cambio de que se reconociera el río Sabina como el límite oriental de Texas con el Estado de Luisiana. Estados Unidos reclamaba los vastos territorios que se extendían desde el río Sabina hasta la provincia de Santa Fe de Nuevo México.
Durante la Guerra de Independencia de México (1810-1821), Texas pasó por tiempos convulsos. El gobernador Manuel María de Salcedo fue depuesto por los rebeldes en 1810, pero convenció a su carcelero para que le liberase y le ayudara a organizar el contragolpe. Tres años más tarde, el Ejército Republicano del Norte, compuesto principalmente por indios y americanos, derrocó al gobierno español de Texas y ejecutó a Salcedo. La represión española fue brutal. Hacia 1820 quedaban menos de 2000 ciudadanos hispanos en Texas. España renunció al control de la Nueva España en 1821 y Texas se convirtió en una nueva provincia del recién formado estado de México. Empezaba el periodo de la historia de Texas conocido como el Texas Mexicano.
Los españoles dejaron una profunda huella en Texas. Su ganado europeo extendió las plantas de mezquite por el interior mientras que los agricultores cultivaban y regaban la tierra, cambiando el paisaje para siempre. El idioma español dio nombre a muchos de los ríos, pueblos y condados que existen actualmente, y el estilo arquitectónico español continúa presente. Y aunque Texas se rige por el sistema jurídico anglo-americano, se mantienen muchas prácticas legales españolas, entre ellas, los conceptos de exención de vivienda y el de bienes comunes matrimoniales.

## Los descubrimientos (1519-1535)

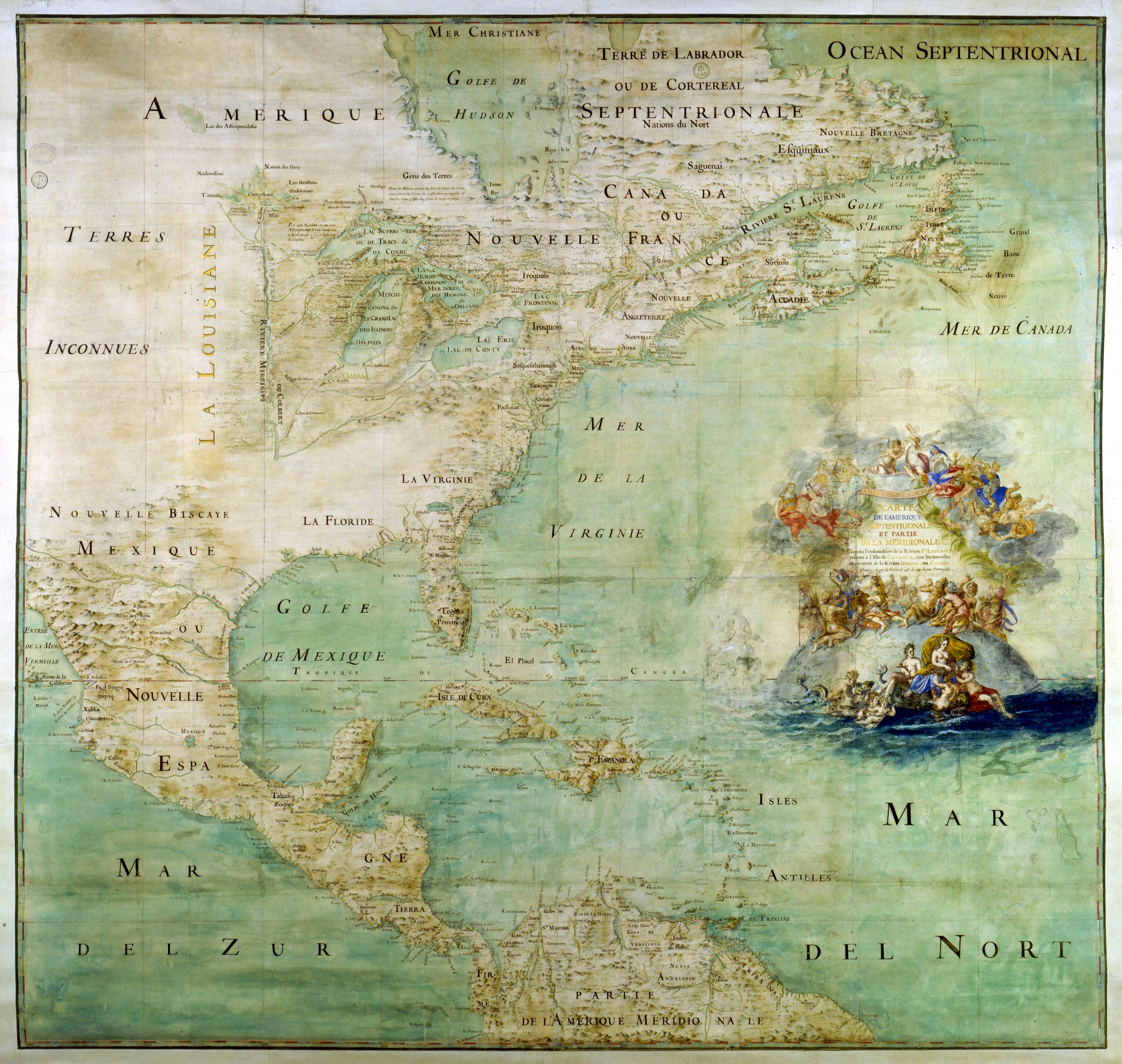
Mapa francés de Claude Bernou, de 1681, en el que ya aparece el río Grande como río Bravo, y la costa de Texas.

Tras la llegada de Colón al Nuevo Mundo (1492), siguieron numerosos viajes de exploración de los descubridores y conquistadores españoles por todo el mar Caribe, Florida y el golfo de México. Ya en 1519 Alonso Álvarez de Pineda reclamó el territorio de Texas para la corona española. Cabeza de Vaca y tres compañeros deambulan perdidos a lo largo de la costa texana del golfo y el río Bravo, entre 1528 y 1535, tratando de encontrar su camino de regreso a los asentamientos españoles después de que sobrevivieran a la fallida expedición de Narváez por Florida. De Vaca contactó con los indios de Texas en noviembre de 1528. Sin embargo, España no se preocupó de ese territorio hasta fines del siglo XVII.

## Primeros intentos colonizadores (1685-1693)

### Las Misiones (1690-1693)
En 1685, estimando que la colonización francesa en Norteamérica era una amenaza para las minas españolas y las rutas de navegación, el consejero de la Guerra de Carlos II recomendó que España actuase rápidamente para eliminar esa espina que ha sido clavada en el corazón de América. Cuanto más se tardara, mayores serían las dificultades. Sin saber exactamente dónde se encontraban los franceses, los españoles organizaron diez expediciones en tres años sucesivos que permitieron conocer mejor la geografía de la costa del golfo en la zona de Texas.
En la última expedición por fin encontraron, en el sur de Texas, a un francés desertor viviendo con los indios coahuiltecos. En abril de 1689, el francés llevó a los españoles de Alonso de León hasta Fort Saint Louis que había sido destruido por los indios karankawas. Aunque este punto no está claro, tal y como relata el diario de Alonso de León, cuando llegaron al Fuerte San Luis encontraron varios cadáveres sin enterrar, con claras muestras de haber muerto por viruelas, también describió el estado en el que se encontraba el fuerte, ofreciendo mala defensa, al ser muy endeble y realizado con ramas y la tablazón de uno de los barcos franceses. Las casas, estaban construidas con los mismos materiales y tenían pieles de animales a modo de tejados. De León también se encontró con elementos del pueblo caddo que habitaban entre los ríos Trinidad (en inglés Trinity) y Colorado (o de Nachistochis o Natchitoches). Estos mostraron interés en saber sobre el cristianismo. El informe que envió a México fue recibido con optimismo e incrementó el fervor religioso. El gobierno español estaba convencido de que la destrucción del fuerte francés era obra de Dios, a quien tenían de su parte. De León recomendó que se establecieran presidios junto a los ríos Grande, Frío y Guadalupe, además de una misión en el este de Texas, entre los indios hasinai. 

La historiografía norteamericana defiende que la palabra Tejas proviene del idioma indio caddo, la palabra (táysha), que se traduce como «amigo» o «aliado», dicha afirmación se basa en una única prueba, malinterpretada por los historiadores norteamericanos, la carta que fray Damián Massanet escribió a su superior Don Carlos de Sigüenza y Góngora en 1690, relatando el encuentro que habían tenido con unos indios, seguramente carancaguas, que usaron la palabra en señal de paz. Siendo cierto que fray Massanet hace referencia a la existencia de la palabra taysha y su significado, es el único documento que habla de ello, no relacionando en ningún momento la palabra con el nombre de los indios. Teniendo en cuenta que esa misma carta se titula "A la conquista del río de los Tejas" y se menciona a los indios Tejas en 33 ocasiones, y que, por otra parte, Juan de Oñate en 1606 ya hablaba del "gran reyno de los indios tejas", ambas pruebas demuestran que, la afirmación de que el nombre fue dado por los españoles en 1690 tras el encuentro de Massanet con los indios es falsa. Tanto la expedición de Hernando de Soto como la de Vázquez de Coronado entraron en contacto con los indios Texas, siendo probable que el nombre surgiese en ese momento. De acuerdo con el historiador norteamericano Herbert E. Bolton, el río de los Tejas era el actual río Neches, lugar en que habitaban de forma permanente los indios Hasinais, teniendo campamentos temporales para la caza de bisontes en otros ríos como el Guadalupe o el de la Santísima Trinidad. Un reciente estudio defiende que el origen del nombre Texas puede provenir del árbol tejo, que en el siglo XV y XVI se escribía con x (texo o texa), según los diccionarios y gramáticas castellanas de la época. Las similitudes físicas y biológicas entre el Taxus Baccata europeo y el Taxodium Distichum, habrían llevado a los expedicionarios españoles del siglo XVI a denominar "texo" y "texa" a este último, además, la denominación latina Taxodium viene a significar "similar al tejo". Por otra parte el hábitat del Taxodium distichum se encuentra en el sureste norteamericano y especialmente en la zona donde habitaban los indios Hasinais de la confederación Caddo, bautizados como indios Texas por los expedicionarios españoles.

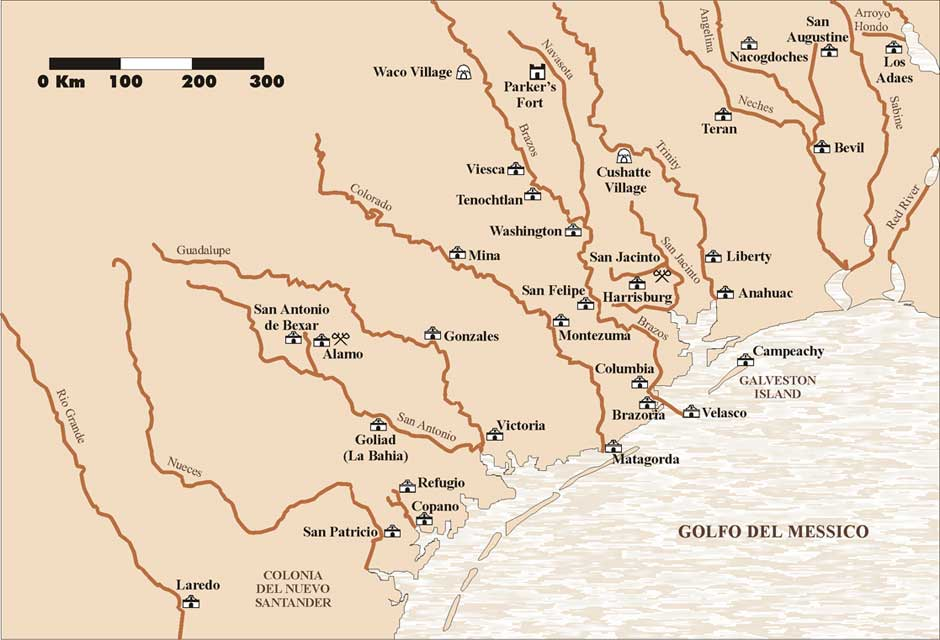
Misiones en el Texas Español en los comienzos de la colonización.

El virrey dio el visto bueno a la misión pero rechazó los presidios, mayormente por la habitual falta de fondos. El 26 de marzo de 1690, Alonso de León se puso en marcha con 110 soldados y varios misioneros. Pararon primero en lo que restaba de Fort Saint Louis para reducirlo a cenizas y continuaron después hacia el este de Texas. A fines de mayo, se fundó la Misión de San Francisco de los Tejas junto a la villa de Nabedaches, y el 1 de junio se ofició la primera misa católica.
Los clérigos eran contrarios a la presencia de soldados en la misión por lo que, cuando poco después de León regresó a México, solo quedaron 3 soldados con ellos. El padre Damián Massanet, que tenía a su cargo la misión, salió el 2 de junio para encontrarse con las tribus próximas del norte antes de retornar a México para reclutar más sacerdotes y frailes.
El 23 de enero de 1691 fue nombrado el primer gobernador de Texas, el general Domingo Terán de los Ríos, que tenía instrucciones para instalar siete nuevas misiones: entre ellas, dos más entre los indios hainai, cuatro entre los kadohadachos, y una más entre las tribus indias del río Guadalupe. Solo pudo reunir diez frailes y tres laicos. La expedición llegó a San Francisco de los Tejas en agosto de 1691 y descubrió que los clérigos habían creado una nueva misión más al este (Santísimo Nombre de María), a 8 km. De ambas misiones se encargaban dos frailes porque el tercero había muerto. Los indios se habían vuelto insolentes y regularmente robaban ganado y caballos. Como las provisiones escaseaban, Terán decidió no crear más misiones y retornar a México ese mismo año. Se volvieron todos salvo tres religiosos y 9 soldados.
El grupo dejó tras sí una epidemia de viruela que afecto a los nativos. Los supervivientes culparon de su mal al agua del bautismo. En 1693 los indios caddo conminaron a los frailes a marcharse o morirían. Así que los misioneros franciscanos procedieron a enterrar las campanas, quemaron la misión y marcharon a México. Aunque este primer intento de colonización fracasó, proporcionó a los españoles una idea de como eran las tierras, ríos y costa de Texas.

## Disputas territoriales con Francia (1707-1722)
A comienzos del siglo XVIII España tuvo que prestar atención a sus territorios del norte. Resultaba que hacia 1699 los franceses habían levantado fuertes en la bahía Biloxi y en el río Misisipi (en inglés Mississippi), lo que terminaba con el dominio que España tenía de las costas del Golfo. España rechazó las pretensiones francesas para ocupar territorios en Luisiana y avisó al rey Luis XIV de que podía ser excomulgado por hacer caso omiso del edicto papal que 200 años antes concedía América a España. Sin embargo, no se tomaron medidas contra los ocupantes franceses ni se extendió la presencia española a esas zonas. Siguiendo la tradición de los Pactos de Familia, ambos países eran aliados en la guerra de sucesión española y cooperaban en América. A pesar de la alianza, España no estaba dispuesta a permitir el comercio francés dentro de su territorio. Cuando se sospechó de incursiones francesas en Texas, en 1707, el virrey de Nueva España ordenó a todos los gobernadores provinciales que impidieran la entrada de los extranjeros y la de sus bienes (comercio). Para disuadir a los indios tejas de la aceptación de bienes franceses, un contingente de 18 soldados al mando de Pedro de Aguirre viajó a Texas. La expedición llegó solo hasta el río Colorado y dio la vuelta cuando entendió que el jefe de los tejas no veía con agrado la presencia española. El grupo visitó la región del río San Antonio, y quedó muy impresionado con la tierra y la disponibilidad de agua. Rebautizaron al río con el mismo nombre que le dieron años antes Terán y Massanet, San Antonio de Padua, que habían acampado en esa zona en el día de la festividad de ese santo.
En 1711, el franciscano Francisco Hidalgo, que ya sirvió en las primeras misiones tejanas, deseaba restablecer la misión entre los indios caddo. Ante la falta de interés del gobernador español en proporcionar fondos y tropas, Hidalgo solicitó ayuda al gobernador francés de Luisiana, Antoine de la Mothe Cadillac. Cadillac tenía órdenes de hacer rentable la colonia y esperaba que las relaciones con los asentamientos españoles próximos a Luisiana proporcionaran nuevas oportunidades comerciales. Envió a Louis Juchereau de St. Denis, junto con los hermanos Pierre y Robert Talon, que de niños se libraron de la matanza de Fort Saint Louis, a encontrarse con Hidalgo y ofrecerle sus servicios. En julio de 1714, la delegación francesa llegó a la frontera española, que por entonces era río Grande, donde se encontró con Hidalgo. St. Denis fue detenido e interrogado, pero finalmente liberado. Los españoles entendieron que los franceses eran una amenaza y ordenaron la reocupación de Texas que sería un territorio amortiguador entre los asentamientos franceses de Luisiana y la Nueva España.
El 12 de abril de 1716, una expedición a cargo de Domingo Ramón dejó San Juan Bautista y se dirigió a Texas, para intentar establecer cuatro misiones y un presidio que sería guardado por veinticinco soldados. La partida de 75 personas incluía 3 niños, 7 mujeres, 18 soldados y 10 misioneros. Las 7 mujeres fueron la primera presencia femenina que se recuerda en el Texas español. Después de casarse con una mujer española, St. Denis también se unió a la expedición.
La partida llegó a las tierras de los hainai avanzado junio de 1716 y fue recibida efusivamente. EL 3 de julio, la misión San Francisco fue restablecida como Misión Nuestro Padre San Francisco de los Tejas entre los indios neche. Días más tarde, junto al río Angelina, se estableció la Misión Nuestra Señora de la Purísima Concepción entre los indios hainai, la principal tribu de la confederación de indios hainai. Una tercera misión, Nuestra Señora de Guadalupe, se estableció a 15 millas (24,1 km) al este de Purísima Concepción, entre la tribu nacogdoche, en lo que hoy es Nacogdoches. Por último, la Misión San José de los Nasonis se levantó entre los indios nasoni, al norte de la actual Cushing. El presidio, Nuestra Señora de los Dolores, se construyó frente a San Francisco de los Tejas.
En este tiempo, la zona fue bautizada por los misioneros como Nuevas Filipinas con idea de ganarse el patronazgo real y alcanzar el éxito evangelizador de ciento cincuenta años en Filipinas. Esta denominación fue adoptada por las autoridades en Madrid pero progresivamente cayó en desuso, y desapareció del todo al declarar la Nueva España la independencia. No obstante, el nombre persiste en algunos documentos, especialmente en los escrituras de propiedad.

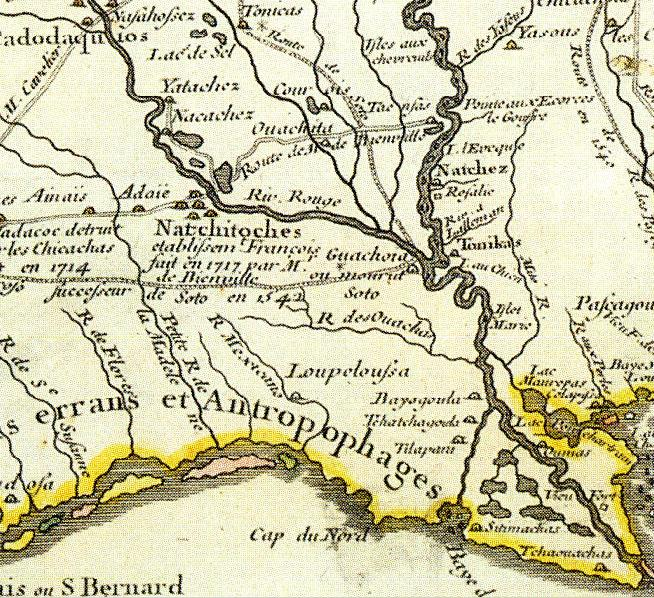
Primer mapa de un asentamiento adae (Adaie), al oeste de un grupo de aldeas natchitoches, elaborado en 1718 por Guillaume Delisle.

Por entonces, los franceses estaban construyendo un fuerte en Natchitoches para afianzar su presencia lo más al oeste posible. Los españoles respondieron fundando dos misiones más muy próximas a Natchitoches, San Miguel de los Adaes y Dolores de los Ais. Quedaba así una zona intermedia en disputa de 45 millas (72,4 km) de ancho, limitada al oeste por el río Sabine, la frontera occidental de Luisiana que defendía Francia, y al este el río Rojo (Red en inglés), la frontera oriental de Tejas reclamada por España.
Las nuevas misiones se hallaban a unas 400 millas (643,7 km) del asentamiento español más próximo, San Juan Bautista, en Coahuila. Era difícil abastecer a las misiones y hacia 1718 su situación era desesperada. El nuevo gobernador de Texas, Martín de Alarcón, nombrado avanzado el año 1716, deseaba establecer un camino que conectara los asentamientos españoles del río Grande con las nuevas misiones del este de Tejas. Los coahuiltecos habían construido una próspera comunidad cerca de la cabecera del río San Antonio, en la zona que sorprendió a los españoles en 1707. El 9 de abril de 1718 Alarcón se llevó a Texas a un grupo de 72 personas, incluyendo 10 familias. Llevaron consigo 548 caballos, 6 manadas de mulas y otros animales. El 25 de mayo el grupo llegó al ojo de agua que origina el Arroyo de San Pedro, lugar escogido por los frailes para el traslado de la misión de San Francisco Solano en el río Grande y muy cercano al río San Antonio. El gobernador Alarcón ordenó el levantamiento de una estructura con adobe y paja para el tejado, y el 1 de mayo, se la entregó a fray Antonio de San Buenaventura y Olivares, el pequeño edificio serviría de capilla y aposentos para los misioneros. Le cambiaron el nombre y pasó a llamarse San Antonio de Valero, fray Olivares había traído consigo a varios indios que ya se encontraban en la misión en el río Grande, de nación xarame pero totalmente hispanizados, después llegarían muchos más, hasta 200 que fueron los primeros habitantes de la misión, los payayas que habitaban en la zona no comenzaron a ser bautizados y mezclarse con los xarames hasta varios años después. La misión quedó arrasada poco tiempo después por un huracán y se trasladó de forma definitiva una legua al sur, a un meandro del río San Antonio, dónde más tarde sería conocida como El Álamo. Una vez entregada la misión a los franciscanos, Alarcón fundó la villa de Béjar, hoy San Antonio, el 5 de mayo, y estableció en ella el Presidio.
Los colonos que se establecieron allí sobrevivieron gracias a la agricultura y la ganadería. Establecido el nuevo asentamiento, Alarcón continuó viaje hacia las misiones del este de Texas, donde encontró evidencias del mucho comercio ilegal que había con los franceses. En 1719, estalla la Guerra de la Cuádruple Alianza que enfrentó a España con Francia, Inglaterra, Holanda y Austria. El campo de batalla inicialmente era Italia, pero para Inglaterra y Francia la guerra fue una excusa para atacar los intereses españoles en Norteamérica. En junio de 1719, los franceses de Natchitoches tomaron la Misión de San Miguel de los Adaes, custodiada por un único soldado que desconocía que España estuviera en guerra. Los franceses informaron de la próxima llegada de otros cien soldados, de modo que los colonos españoles, los misioneros y los soldados restantes abandonaron el área y marcharon a San Antonio.
El marqués de San Miguel de Aguayo se prestó voluntario para reconquistar Texas con un ejército 500 soldados. Aguayo fue nombrado gobernador de Coahuila y Texas. Los asuntos de gobierno retrasaron su viaje a Texas hasta avanzado 1720. Poco antes de su salida, las luchas en Europa terminan y el rey Felipe V de España ordena que no se invada Luisiana, pero que se encontrara un modo de retener el Texas oriental sin hacer uso de la fuerza. La expedición llevó consigo 2800 caballos, 6400 ovejas y muchas cabras, y ha pasado a la historia como la primera gran marcha ganadera en Texas, que incrementó el número de animales domésticos y marcó el comienzo de los ranchos españoles en Texas.

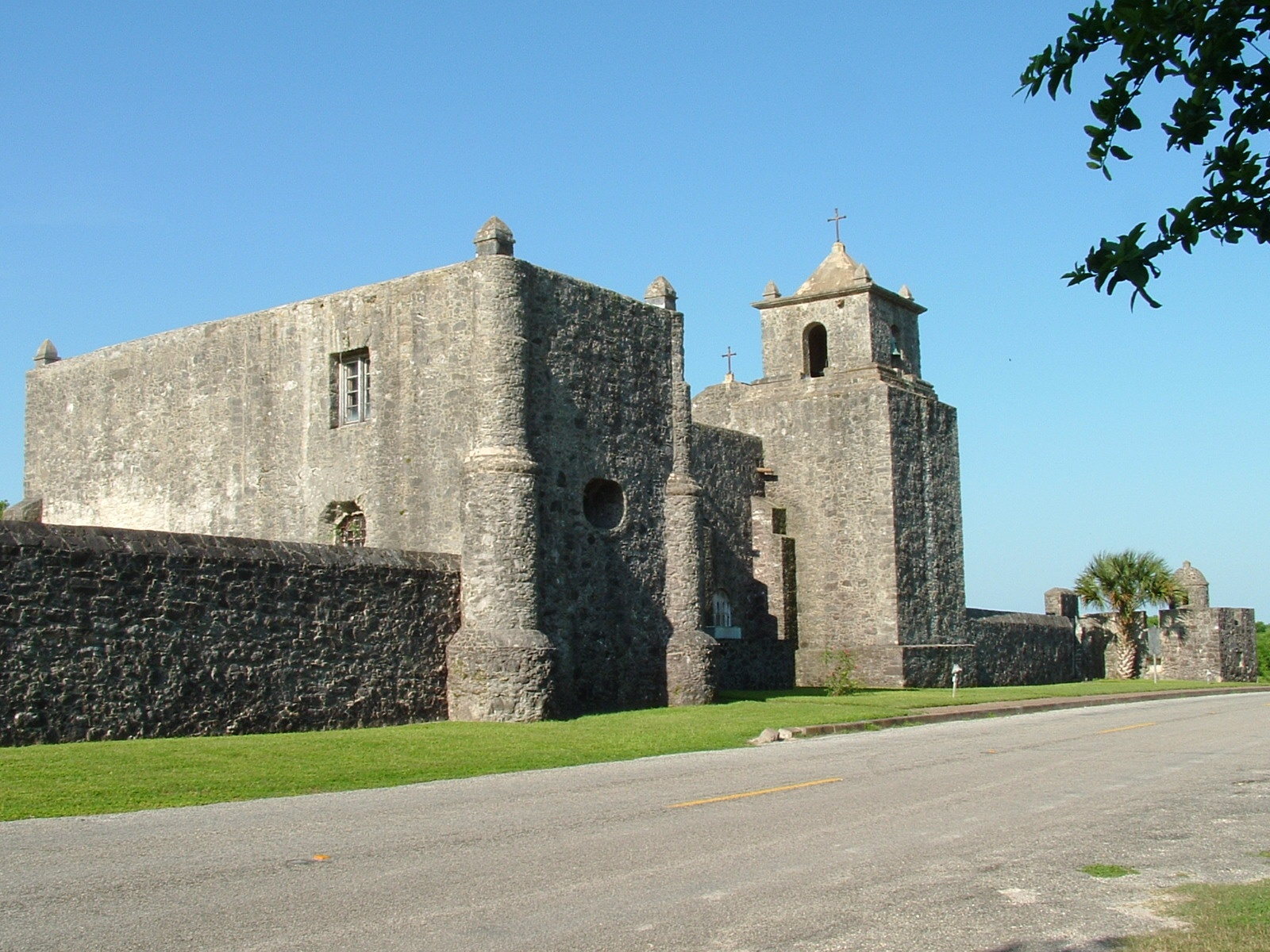
La Bahía

En julio de 1721, mientras se acercaba al río Neches, la expedición se encontró con St. Denis, que había vuelto con los franceses y estaba dirigiendo una incursión contra San Antonio. Cuando cayó en la cuenta de su inferioridad numérica, St. Denis abandonó Texas y retornó a Luisiana. Aguayo entonces ordenó la construcción de un nuevo presidio de Nuestra Señora del Pilar de los Adaes, localizado junto a la actual Robeline, Luisiana, solo a 12 millas (19,3 km) de Natchitoches. El nuevo presidio de Los Adaes fue en 1729 la primera capital de Texas, y fue defendido con 6 cañones y 100 soldados. En 1772 la capital de Texas pasó a San Antonio . Se reabrieron las seis misiones del este de Texas y el Presidio Dolores, ahora conocido como Presidio de los Tejas, fue movido desde el río Neches hasta las proximidades de la misión Purísima Concepción, junto al río Angelina. Los españoles también construyeron otro fuerte, el Presidio La Bahía del Espíritu Santo, conocido como La Bahía, en el lugar del desaparecido fuerte francés de St. Louis, defendido por noventa hombres. Y muy cerca establecieron la misión Espíritu Santo de Zúñiga (también llamada La Bahía), para los indios coco, karankawa y cujane. Aguayo regresó a la Ciudad de México en 1722 y renunció al cargo de gobernador. Con él Texas pasó de ser un territorio con solo la población de San Antonio y unos 60 soldados a contar con 4 presidios, más de 250 soldados y 10 misiones.

## Asentamientos difíciles (1724-1769)
Poco después de la retirada de Aguayo, el nuevo virrey de Nueva España, Juan de Acuña, marqués de Casafuerte, recibió la orden de reducir los gastos para la defensa de la parte norte del territorio. Acuña nombró al coronel Pedro de Rivera y Villalón para inspeccionar toda la frontera norte. A partir de noviembre de 1724, desde la actual California, Rivera pasó los siguientes tres años inspeccionando la frontera norte, llegando a San Antonio en agosto de 1727. Sus informes de Los Adaes, Presidio de Nuestra Señora de Loreto, y el presidio de San Antonio fueron favorables, pero quedaron sorprendidos con el Presidio de los Tejas, cuyos 25 soldados guardaban una misión vacía. La población nativa se había negado a congregarse en las comunidades alrededor de las misiones y rechazaba el bautismo salvo en riesgo de muerte. Los indios estaban bien armados, y los franciscanos no pudieron sujetarles en las misiones. Finalmente, los frustrados misioneros solicitaron al gobierno español 50 soldados para quemar las casas de culto y obligar a los indios a construir sus viviendas junto a las misiones. Pero no hubo tropas disponibles.
Rivera recomienda el cierre del Presidio de los Tejas y reducir las guarniciones de los otros presidios. En 1729 se aprueba la solicitud y 125 soldados son retirados de Texas, quedando sólo 144 soldados que son repartidos entre Los Adaes, La Bahía y San Antonio. Las tres misiones del este de Texas, que había dependido de Presidio de los Tejas, fueron reubicadas a lo largo del río San Antonio en mayo de 1731, incrementando el número de misiones en esa zona hasta cinco. Cada misión de San Antonio no pasaba de 300 indios, muchos de los cuales no tenían lugar a donde ir y pertenecían a pequeñas tribus casi extintas.
España desalentaba la producción manufacturera en sus colonias; el comercio estaba limitado a los productos españoles, manejados por comerciantes españoles y transportados en buques españoles. La mayor parte de los puertos, incluidos todos los de Texas, estaban cerrados al comercio con idea de disuadir a los contrabandistas. Por ley, todas las mercancías con destino a Texas pasaban por el puerto de Veracruz, luego eran transportadas por las montañas hasta la Ciudad de México para, finalmente, ser enviadas por tierra a Texas. Este sistema encarecía mucho las mercancías y obligaba a los colonos a recurrir a los productos franceses del fuerte Natchitoches, bien abastecido y próximo. Los misioneros y colonos españoles tenían pocos bienes que ofrecer a los indios, que siguieron comerciando con los franceses.

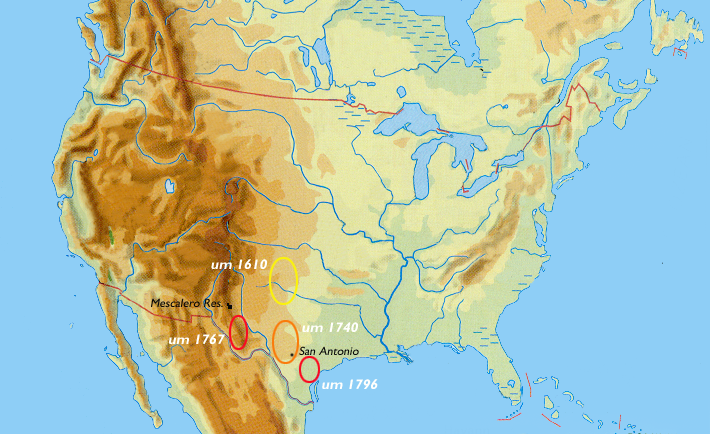
Territorios de los indios apaches lipanes

Las tribus comerciaban libremente, y pronto muchas pudieron adquirir armas francesas mientras otras comerciaban con caballos españoles. Las tribus que carecían de estos recursos estaban en desventaja. Los apaches lipanes, que eran agricultores estacionales, pronto fueron presionados por los comanches, que tenían caballos, y por los wichitas, que tenían armas. Los apaches eran enemigos acérrimos de los indios tejas del este de Texas y, por extensión, enemigos de los españoles que eran amigos de estos. Cuando descubrieron San Antonio en 1720, los apaches asaltaron repetidamente la zona para robar ganado, especialmente caballos. Cada año, en Texas, los ataques apaches causaban un promedio de 3 españoles muertos y el robo de 100 animales. En represalia, los españoles atacaban con frecuencia a los apaches, recuperaban caballos y mulas, cueros y otros botín, y tomaban cautivos que eran empleados como sirvientes. Hacia 1731, sin embargo, la guarnición de San Antonio estaba pidiendo al gobierno ayuda para negociar la paz con las tribus.
El Gobierno español consideraba que los colonos podrían defender sus propiedades, y no tanto los presidios. Texas era un territorio poco atractivo para la mayoría de los colonos por la presencia de tribus armadas, los altos costos y la falta de metales preciosos. En 1731, el gobierno español llevó a San Antonio a 55 personas de las islas Canarias, la mayoría mujeres y niños. Por entonces, solo había 300 colonos hispanos viviendo en San Antonio, y otros 200 dispersos por el resto de la colonia. Los nuevos inmigrantes trabajan en la tierra y cambian el nombre del pueblo por el de San Fernando de Béjar. Constituyen el primer gobierno municipal civil de Texas. Juan Leal Goraz, el más viejo de los colonos, es nombrado primer regidor.
Como primeros colonos del municipio, los isleños y sus descendientes fueron conocidos como los hidalgos y disfrutaban de títulos y privilegios exclusivos dentro del gobierno de la ciudad. Los recién llegados eran sobre todo agricultores, no ganaderos como los viejos colonos. Desconocían el manejo de los caballos necesarios para luchar contra las bandas de indios y tuvieron problemas con los ganaderos por asuntos de cercas. Hacia 1740, debido a la mezcla de gentes, las relaciones había mejorado bastante y se permitió a los viejos colonos ocupar cargos de magistrados y regidores. De esta época data Crónica de los Colegios de Propaganda Fide de la Nueva España (1746) de Isidro de Espinosa.

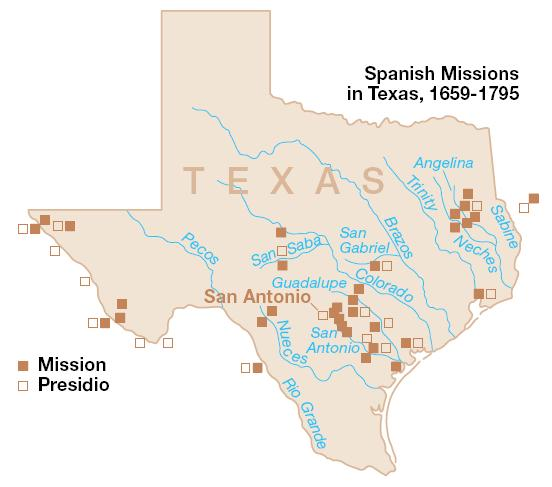
Misiones y Presidios en el Texas Español.

La constante amenaza apache era un problema para San Antonio. Algunas familias abandonaron la zona mientras otras se amparaban en la seguridad del pueblo desatendiendo al ganado. El conflicto culminó con el ataque apache de la noche del 30 de junio de 1745, como venganza por la represalia española meses antes. Los atacantes fueron rechazados gracias a la ayuda de 100 indios de la Misión Valero. A los apaches se unieron otras tribus como los atakapa y los tónkawa. En los 1740, las tribus más débiles solicitaron la creación de misiones junto al río San Gabriel para así conseguir protección.  Se estableció la misión San Francisco Xavier en la confluencia de los ríos San Gabriel y el arroyo Bushy en enero de 1746 para atender a los indios atakapa, mayeye y karankawa (coco). Sin embargo, en 1748, los apaches atacaron la misión cuatro veces, matando a tres soldados y cuatro indios. La amenaza apache motivó la salida de los indios de la misión. Pero esto no desanimó a los misioneros que, al año siguiente y en esa zona, fundaron otras dos misiones, San Ildefonso y Nuestra Señora de la Candelaria. El trabajo no era fácil porque los potenciales indios a convertir en San Ildefonso se marcharon al cabo de seis meses. Hacia 1755 se trasladó la misión a un nuevo sitio junto al río San Marcos.
Finalmente la paz se declaró en agosto de 1749, cuando un grupo de jefes apaches y oficiales españoles enterraron ceremonialmente armas en la plaza de San Antonio, hecho que simbolizaba enterrar los problemas entre las partes. Además los españoles prometieron asistencia militar a los apaches. Los apaches lipan solicitaron repetidamente una misión y en 1757 las propiedades de la antigua misión San Gabriel y la guarnición que la protegió brevemente fueron transferidas a la nueva misión Santa Cruz de San Sabá, junto al río San Sabá, al noroeste de San Antonio. Se construyó un fuerte de empalizada a 3 millas (4,8 km) de la misión, al otro lado del río, que albergaba a 400 personas, entre ellas a 237 mujeres y niños que acompañaban a los soldados. Los apaches evitaron la misión. El 6 de marzo de 1758 una banda de comanches, tonkawas y hainai, enfadados con el trato que los españoles daban a los apaches, asaltaron e incendiaron la misión matando a 8 personas. La misión San Sabá fue la única de Texas destruida completamente por los indios y nunca fue reconstruida. Los indios optaron por no atacar el fuerte aunque eran unos 2000.
Las autoridades españolas no quisieron abandonar del todo la zona para no dar una impresión de debilidad. Pero mientras planeaban una respuesta, los indios atacaron el fuerte, mataron a unos 20 soldados y robaron los caballos y las mulas de carga. En octubre de 1759, España envió al comandante de San Sabá, el coronel Diego Ortiz Parrilla, a una batida al norte del río Rojo para vengar el ataque. Los nativos estaban sobre aviso y las fuerzas de Parrilla terminaron su recorrido frente a un fuerte wichita que contaba con foso, indios armados por los franceses y la bandera de Francia. Después de una escaramuza en la que se perdieron 52 soldados muertos, heridos o desertores, los españoles se retiraron. El presidio de San Sabá fue reemplazado por un fuerte de piedra con foso, pero los comanches y sus aliados estaban cerca y mataban a cualquier soldado que se aventurara a salir del fuerte. En 1769 el fuerte había sido abandonado.
En 1762, los misioneros instalaron dos misiones no autorizadas al sur del río San Sabá, en el valle del río Nueces. Durante la mayor parte del año los apaches se refugiaban en la misión, y en invierno se marchaban para ir a la caza del búfalo. Una de las misiones cerró en 1763 cuando los apaches no regresaron. La otra misión cerró en 1766, cuando un grupo de 400 nativos de las tribus del norte la atacaron, mataron a 6 apaches y tomaron 25 cautivos así como todo el ganado del valle. Cuarenta y un (41) soldados españoles con su pequeño cañón emboscaron a los indios cuando regresaban al este de Texas. En la batalla cayeron 200 indios y 12 españoles. Luego los apaches renunciaron a la misión y volvieron a las andadas por las cercanías de San Antonio. Sin embargo, las incursiones de las tribus del norte decayeron.

## La paz con Francia (1746-1779)
Los indios confirmaron en 1746 (¿?) que comerciaban regularmente con los franceses que llegaban por mar a la región del bajo río Trinidad. Ocho años después, llegaron rumores a los españoles de que los franceses habían instalado un puesto de comercio en la boca de ese río. En septiembre de 1754, el gobernador Jacinto de Barrios y Jáuregui envió soldados a investigar, y estos capturaron a 5 franceses que estaban viviendo en un poblado indio. En respuesta y para disuadir las incursiones francesas, España construyó el Presidio de San Agustín de Ahumada y la misión de Nuestra Señora de la Luz de Orcoquisac en la boca del Trinidad de la bahía de Galveston. Las condiciones eran horribles así que ambas instalaciones, el presidio y la misión, fueron cerradas en 1770.
El Presidio La Bahía fue trasladado del río Guadalupe al río San Antonio en 1749. En cinco años se hizo una nueva misión entre la tribu de los indios karankawa, Nuestra Señora del Rosario de los Cuhanes, aguas arriba del presidio, y duró muchos años. A pesar de sus varios presidios y misiones, Texas era una de las provincias menos pobladas de la frontera norte de Nueva España. Hacia 1760, casi unos 1200 hispanos vivían en Texas, la mitad en San Antonio, 350 en Los Adaes, y 260 en La Bahía. Otros españoles vivían en lo que es hoy El Paso, que entonces era parte de Nuevo México.
El 3 de noviembre de 1762, como parte del Tratado de Fontainebleau, Francia cedió a España la parte de la Luisiana al oeste del río Misisipi (en inglés Mississippi) como compensación por las pérdidas de Manila y La Habana a manos británicas, en la Guerra de los Siete Años. La Luisiana (en francés La Louisiane) no era una colonia rentable económicamente, pero Carlos III de España aceptó la cesión porque significaba el fin de las reclamaciones francesas en el este de Texas. Por el Tratado de París de 10 de febrero de 1763, Gran Bretaña reconocía el derecho de España a los territorios al oeste del Misisipi y, a cambio, recibía los territorios franceses restantes en Norteamérica; España, por su parte, cedía Florida a los ingleses y recuperaba La Habana y Manila.
| Año  | Población |
| ---- | --------- |
| 1740 | 437–560   |
| 1762 | 514–661   |
| 1770 | 860       |
| 1777 | 1351      |
| 1780 | 1463      |

Cuando Francia dejó de ser una amenaza para los intereses norteamericanos de España, la monarquía española encargó a José de Urrutia y de las Casas, marqués de Rubí, inspeccionar todos los presidios en la frontera norte del Virreinato de Nueva España y hacer recomendaciones para el futuro. El periplo que emprendió Rubí duró dos años y empezó a comienzos de 1766, cubriendo 7 millas (11,3 km) desde el golfo de California hasta el este de Texas. Esta fue la observación más completa de la frontera de Nueva España desde los tiempos de la expedición de Pedro de Rivera en 1720. 
Rubí quedó impresionado con el presidio de San Saba, al que calificó como el peor de la Nueva España. Recomienda que sólo los presidios de San Antonio y La Bahía se mantengan, y que se abandonen totalmente los del este de Texas trasladando a su población a San Antonio. Con Luisiana bajo el control español, no hubo necesidad de los Adaes, muy próximo a Natchitoches, sobre todo después de la vuelta de las misiones a San Antonio. 
En agosto de 1768, el gobernador en funciones, Juan María Vicencio, barón de Ripperda, trasladó sus cuarteles y la guarnición a San Antonio, que en 1772 se convirtió en la nueva capital de Texas. Los Adaes se abandonó definitivamente. El nuevo gobernador también aumentó la guarnición de San Antonio para proteger la ciudad de los frecuentes ataques indios. Un nuevo presidio, Fuerte de Santa Cruz de Cibolo, se estableció a 40 millas (64 km) al sureste de San Antonio para proteger a los agricultores y ganaderos de los ataques indios.
Como resultado de las recomendaciones de Rubí, el Presidio de San Agustín de Ahumada fue cerrado en 1771, dejando desocupada la costa salvo el presidio de La Bahía. 
En julio de 1772, llegaron al gobernador de Texas rumores sobre un posible asentamiento de comerciantes ingleses en la costa que había sido abandonado. El comandante de La Bahía inspeccionó la zona sin encontrar señales de otros europeos. La expedición confirmó que el río San Francisco desembocaba en la bahía de Galveston y no en el golfo de México.
Los 500 habitantes que residían cerca de Los Adaes fueron reasentados en San Antonio (1773). En los seis años previos, la población había pasado de 200 a 500 habitantes, y consistía en una mezcla de españoles, franceses, indios y unos pocos negros. Los colonos dispusieron de poco tiempo para realojarse en San Antonio, ya que unos cuantos perecieron en el viaje y otros en los tres meses siguientes a la llegada.

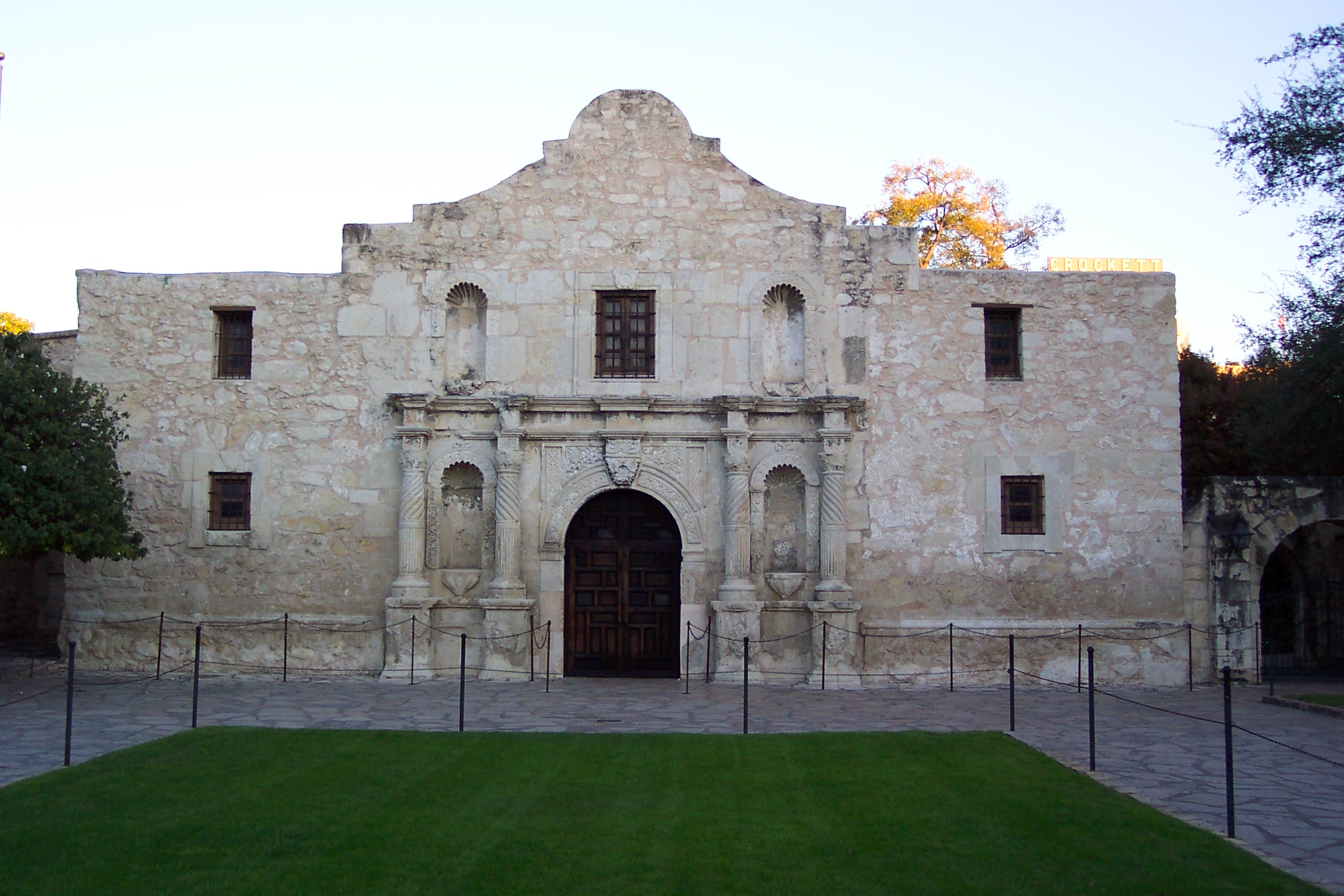
Misión San Antonio (Álamo).

Debido a las quejas de los llegados, se permitió al año siguiente su retorno al este de Texas pero solo hasta el río Trinidad, a 175 millas (281,6 km) de Natchitoches. Dirigidos por Antonio Gil Y'Barbo, los colonos fundaron el pueblo de Nuestra Señora del Pilar de Bucareli "donde el camino entre San Antonio y Los Adaes cruza el Trinidad." Los colonos participaron en el contrabando de bienes entre Luisiana y San Antonio, además de ayudar a los soldados en el conocimiento de la zona costera.
En mayo de 1776, el rey Carlos III creó la Comandancia General de las Provincias Internas del Norte (Provincias Internas), para vigilar las zonas fronterizas del norte de Nueva España, incluida Texas. El primer comandante, Teodoro de Croix, ejerció de gobernador y jefe militar del área entre 1776 y 1783. Mientras De Croix se preparaba para el cargo, su predecesor, el barón de Ripperda (1725-1780), escribió un informe detallado, de 27 de abril de 1777, sobre los asentamientos en Texas. Un tercio del informe se refería al asentamiento de Bucarelli, al que describía como muy importante para el conocimiento de la costa y sus habitantes."
Por este asentamiento se hicieron exploraciones de la costa y se afianzó la amistad con la tribu india bidai, que informaba de cualquier movimiento en la costa. En el verano de 1777, Gil Ybarvo descubrió que un grupo de ingleses, que había llegado por mar, permaneció cerca del río Neches el tiempo suficiente para recoger una cosecha. Organizó una expedición que encontró los campos cultivados pero no a los colonos.
En 1779, los comanches atacaron la zona de Bucareli y los colonos optaron por alejarse más al este, a la vieja misión de Nacogdoches, donde fundaron el pueblo del mismo nombre. Pronto se convirtió en centro de contrabando. Los colonos no habían sido autorizados a moverse así que tampoco se les protegió con una guarnición hasta 1795.

## Conflictos con los nativos americanos
En 1776, los indios de la misión de La Bahía contaron a los soldados que los indios habían masacrado a un grupo de europeos naufragados en la boca del río Guadalupe. Después de encontrar restos de una fragata comercial inglesa, los soldados conminaron a los karankawa a contener sus ataques a los marineros. Los soldados exploraron la costa y observaron que sería fácil que potencias extranjeras instalaran un pequeño asentamiento en las islas de la barrera y, desde ahí, ascender por los ríos Trinidad o San Jacinto. El capitán Luis Cazorla, comandante del presidio de La Bahía, recomienda que España construya un pequeño fuerte en las islas de barrera, y que un buque de poco calado reconozca regularmente la costa. El fuerte serviría como elemento de disuasión tanto para las feroces tribus indias como para los contrabandistas ingleses. El gobierno español no dio permiso ni para un puerto ni para el guardacostas.
Para De Croix el desordenado y poco poblado territorio de Texas (unas 4000 personas por entones desde Los Adaes hasta San Antonio) no llegaba a la categoría de provincia.}} Pero incrementó un 50 % las tropas y creó unidades ligeras (poco armamento) especializadas en la lucha a pie. También buscó alianzas con las tribus wichita y comanche para hacer frente a las incursiones apaches. El plan se redujo cuando España entró como aliado de Francia en apoyo de la Revolución Americana, y dinero y tropas se destinaron a atacar Florida en vez de usarlo para exterminar a los apaches. Después de que los españoles se aliaran con los indios mescalero, se establecieron las condiciones para un tratado de paz con los apache lipan. La actitud de los comaches se hizo descaradamente rebelde y, en 1781, atacaron el presidio de La Bahía pero fueron rechazados.
Después de saber que, en 1777, el inglés George Gauld había estudiado la costa del Golfo hasta la bahía de Galveston, Bernardo de Gálvez encargó al ingeniero francés Luis Antonio Andry realizar un estudio similar para España. Andry terminó el trabajo en marzo de 1778 y se dirigió a la bahía de Matagorda, ya con las provisiones muy reducidas. Los indios larankawa les atrajeron prometiéndoles ayuda pero mataron a todos salvo a un marinero de etnia maya llamado Tomás de la Cruz. También incendiaron el barco y con él posiblemente se perdiera el primer mapa español que detallaba la costa del Golfo entre Luisiana y Texas. Meses después, los indios de la misión Rosario, cercana a La Bahía, escaparon para unirse a los karankawa, y juntos acosaron a los colonos y sus ganados. El gobernador perdonó estos hechos a la mayoría de los fugitivos, que terminaron por regresar a la misión.
Los karankawa continuaron dando problemas a los españoles. En 1785, el comandante interino, Joseph Antonio Rengel, sentenció que era imposible explorar la bahía de Matagorda mientras anduvieran por ahí los karankawa. Sin embargo, los españoles tenían interés en cartografiar sus costas, y ya en septiembre de 1783 José de Evia salió de La Habana para cartografiar la costa entre cayo Oeste (Key West) y la bahía de Matagorda. Durante su viaje, Evia bautizó a la bahía de Galveston, al noreste de la de Matagorda, con ese nombre en honor de su promotor, Gálvez. También cartografió la costa de Nuevo Santander, entre la bahía de Matagorda y Tampico, parte de la cual pertenecería a Texas.

### La paz con los indios (1770-1794)
Durante la década de 1770, eran habituales las incursiones de indios comanches en Nuevo México. Cuando en 1779 fueron expulsados de la zona por el gobernador Juan Bautista de Anza, dirigieron sus actividades hacia la poco defendida Texas. Por esa época, los apaches, que habían recibido armas de los indios karankawas, volvieron a acosar a los asentados en Texas, violando el acuerdo de paz. Inmediatamente los comanches declararon la guerra a los apaches.
En 1785, Gálvez fue nombrado virrey y se hizo cargo de las provincias interiores. Entre sus iniciativas, estaban permitir el consumo de alcohol entre los indios, que sólo podían conseguir por el comercio, y facilitar la venta de armas de fuego en mal estado, de modo que fueran difíciles de usar y fáciles de romper. Estas medidas apenas se impusieron ya que España no disponía de dinero suficiente para apaciguar con obsequios a las tribus. Sin embargo, a fines de 1785, el español negoció un tratado con los comanches, a los que prometió regalos, que supuso la paz durante 30 años. En 1786, el norte y el oeste de Texas ya eran lo suficientemente seguros para que un tal Pedro Vial y su compañero organizaran una expedición sin problemas entre San Antonio y Santa Fe de Nuevo México, una distancia de 700 millas (1126,5 km).
Los comanches estaban ansiosos por combatir a los enemigos de sus nuevos aliados (los españoles). Así que atacaron y mataron a muchos karankawa de la región, y expulsaron a otros a México. Hacia 1804, quedaban unos pocos karankawa, quienes se habían instalado en las islas de la barrera. En enero de 1790, participaron con los españoles en la gran batalla del arroyo Soledad, al oeste de San Antonio, contra los indios mescalero y apaches lipan. Cerca de un millar de guerreros comanches participaron también en las redadas contra los apaches de 1791 y 1792. Estos tuvieron que dispersarse por las montañas de México. En 1796, las autoridades españolas intentaron que las tribus apache y comanche coexistieran pacíficamente, y en la siguiente década consiguieron que los enfrentamientos tribales decayeran ostensiblemente.
Entre 1791 y 1792, Fray José Francisco Garza se hizo amigo de algunos karankawa y otros pueblos nativos. Esta amistad permitió a Garza explorar la mayor parte de las peligrosas zonas costeras. A petición de los indios, Garza fundó la Misión de Nuestra Señora del Refugio en la intersección de los ríos San Antonio y Guadalupe (febrero de 1793), donde se instalaron inicialmente ceca de 230 indios. Al cabo de dos años, debido a las inundaciones, tuvieron que moverse a un nuevo emplazamiento conocido como el Refugio. A finales del siglo XVIII, sólo un pequeño número de tribus indias de cazadores y recolectores permanecían sin cristianizar. En 1793, la misión de San Antonio de Valero fue secularizada, y al año siguiente fueron parcialmente secularizadas las cuatro misiones restantes en San Antonio.

### La Comanchería

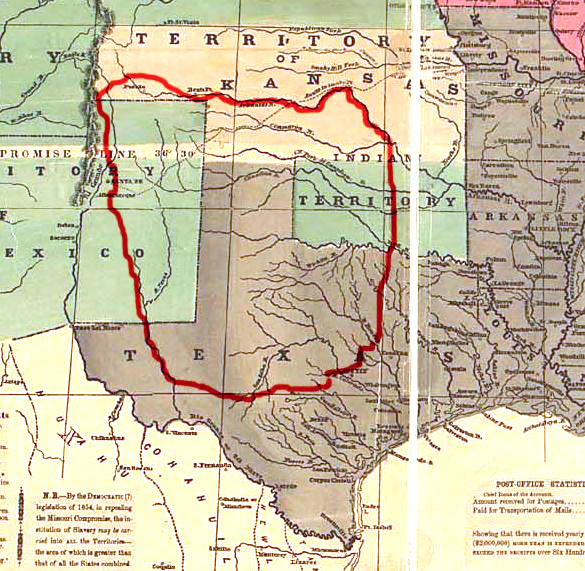
Comanchería antes de 1850.

Los comanches eran la tribu india dominante en el suroeste desde los años 1750 a los años 1830, y el territorio que dominaron fue conocido como la Comanchería. Enfrente tenían a las avanzadillas españolas, mexicanas y estadounidenses en los territorios de Nuevo México, Texas y Coahuila y Nueva Vizcaya en el norte de México. Su objetivo era mantener su seguridad, su prosperidad y su poder. Su imperio se derrumbó después de la marcha de los españoles ya que sus pueblos fueron diezmados en varias ocasiones por epidemias de viruela y cólera hasta finales de 1840: la población cayó de 20 000 a unos pocos miles en la década de 1870. Los comanches ya no eran capaces de tratar con el Ejército de los Estados Unidos, que asumió el control de la región después de la victoria en la guerra contra México (1846-1848).
Los comanches eran autónomos dentro de un territorio reclamado pero no dominado por España. Su economía procedía del robo y secuestro de los productos y trabajo mexicanos. España poco podía hacer contra una gente rica en bienes y en caballos, lo que les daba una gran movilidad. Aunque su poder era el resultado de la violencia, el imperio comanche se basaba en una economía de comercio de larga distancia. Sus acuerdos con otras tribus indias subordinadas permitieron la expansión de su lengua y cultura por toda la región. Respecto al gobierno, el sistema político comanche era centralizado y su sociedad estaba organizada jerárquicamente.

## Disputas territoriales con los Estados Unidos (1783-1806)
Por el Tratado de París de 1783, terminaba la Revolución Americana y se reconocía la existencia de los Estados Unidos. El tratado extendía las fronteras del nuevo estado hasta el río Misisipi, y en el primer año de independencia 50 000 stadounidenses traspasaron los Apalaches en dirección a los nuevos territorios. Como era difícil volver al este a través de las montañas, los colonos pusieron su atención en las colonias españolas de Luisiana y Tejas en las que esperaban vender sus cosechas. España cerró la entrada al Misisipi a los barcos extranjeros desde 1784 hasta 1795, a pesar del conflicto que podía desatar que afectaría a estadounidenses y potencias coloniales de la zona. Los estadounidenses se arriesgaban a ser detenidos si viajaban al oeste de Texas para capturar caballos salvajes (mustangs) y comerciar con los indios.
En 1791, Philip Nolan fue el primer anglo-americano perseguido por tráfico de caballos dentro de Texas, detenido varias veces. Los españoles temían que Nolan fuera un espía, y en 1801 destinaron 150 soldados para capturar a Nolan y a su banda de 6 hombres; Nolan murió luchando. Hacia 1810, muchos estadounidenses comerciaban con los indios, especialmente comanches, intercambiando armas y municiones a cambio de ganado. Los jefes de algunas tribus rechazaron negociar con los estadounidenses e informaron a las autoridades españolas, pero otros jefes dieron la bienvenida a los nuevos comerciantes aventureros. Cuando una sequía sobrevenida redujo los pastos y por tanto los rebaños, los indios optaron por robar ganado en el entorno de San Antonio.
El Gobierno español consideraba que habría más seguridad si la población aumentaba pero se mostró incapaz de atraer colonos de España o de otras colonias del Nuevo Mundo.  A fines del siglo XVIII, Texas era una de las regiones menos pobladas de Nueva España, con menos de dos habitantes por milla cuadrada. La población se había estancado pues era de 3103 habitantes en 1777 y solo de 3169 en 1790. Más de la mitad podían considerarse como españoles, siendo los indios sedentarios el siguiente grupo más numeroso. Los negros, esclavos en su mayoría, eran menos del 1 % de la población en 1777, y sólo el 2,2 % del censo 1793. Más de dos tercios de los adultos en Texas estaban casados y los solteros superaban en número a las mujeres solteras, aunque abundaban las viudas. Eran numerosos los matrimonios mixtos especialmente de blancos con mujeres de origen mixto. Los hijos de estas uniones se consideraban blancos. Los nacimientos ilegítimos aumentaron progresivamente durante todo el siglo, y suponían el 20 % de todos los nacimientos en 1799. A pesar de la pequeña población, España desalentaba activamente la inmigración a Texas y, hacia 1790, mantenía la guarnición de Nacogdoches para evitar la entrada de inmigrantes. No obstante, se permitió la inmigración de estadounidenses en la Luisiana y Florida con el requisito único de prestar juramento de lealtad, sin necesidad de convertirse al catolicismo.

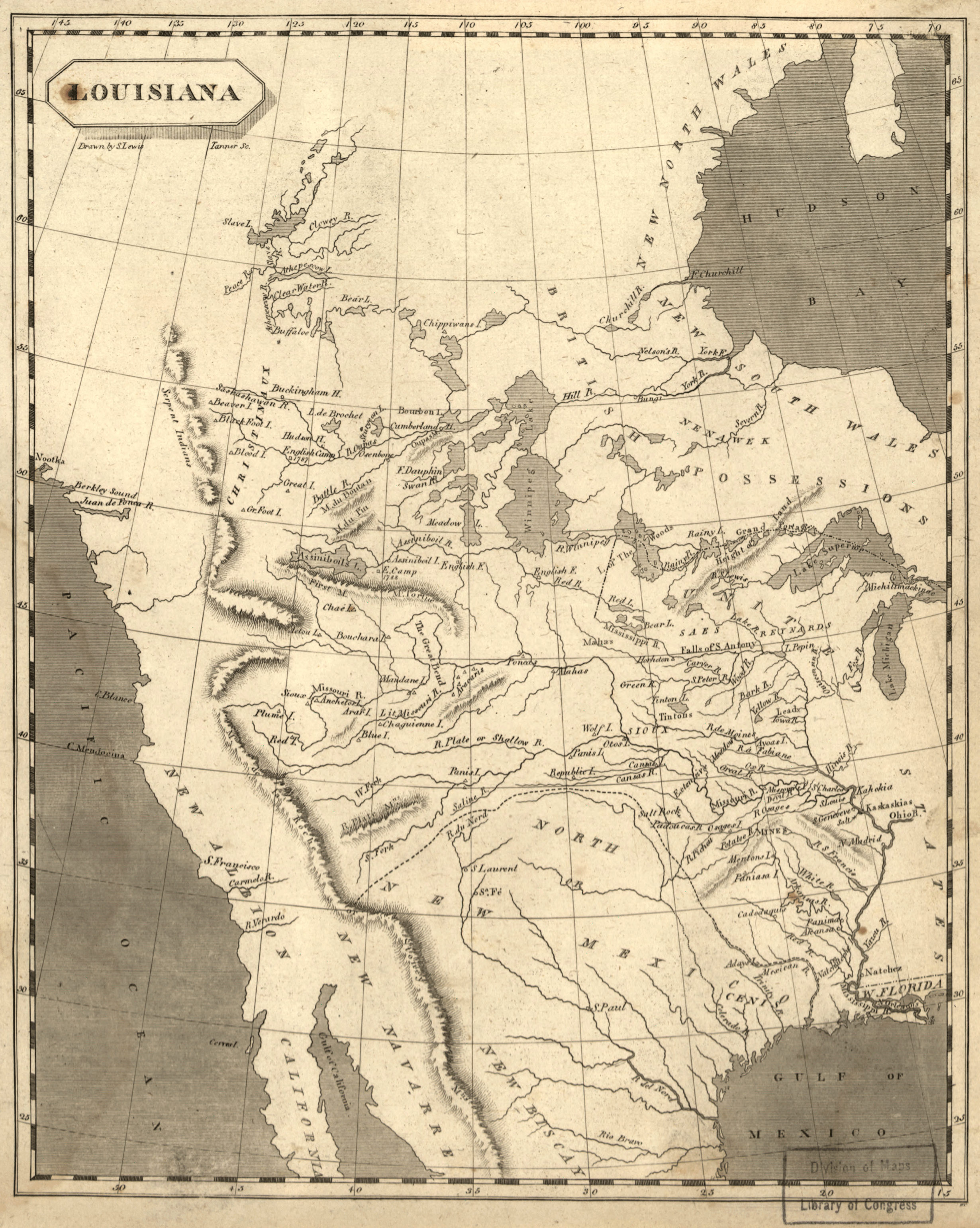
Los territorios de Luisiana y Texas en 1804

En 1799, España devuelve Luisiana a Francia a cambio de la promesa de un trono en Italia central. El tratado se firmó el 1 de octubre de 1800 pero no tuvo efectos hasta 1802. Inmediatamente, en 1803, Napoleón vende Luisiana a los Estados Unidos. Muchos españoles que se habían emigrado a Luisiana retornaron a los territorios españoles de Texas, Florida y otros. Los tratados originales entre España y Francia no especificaban claramente los límites de Luisiana, que eran definidos con ambigüedades y contradicciones. Incluso estando ambos territorios (Texas y Luisiana) bajo dominio español, no estaban claros los límites entre ellos. En 1793, el rey de España decide que no hay necesidad de mover el límite desde Natchitoches al río Sabina (Sabine), como le habían recomendado los (diplomáticos) franceses.
Los Estados Unidos insistieron en que su adquisición (de Luisiana) incluía la mayor parte del Florida Occidental y todo Texas. Thomas Jefferson reclamaba que Luisiana llegaba hasta las Montañas Rocosas e incluía toda la cuenca de los ríos Misisipi y Misuri (en inglés Missouri) así como la de sus afluentes, tal que el borde meridional de estos territorios estaba en el Río Grande. Para España, la Luisiana llegaba solo hasta Natchitoches, y no incluía el Territorio de Illinois. Texas volvía a ser considerada una provincia tapón entre la Nueva España y los Estados Unidos. En 1804, España planeó enviar miles de colonos para incrementar la población de Texas pero el plan se canceló por la falta de presupuesto.
La responsabilidad de la defensa de Texas recayó ahora sobre Nemesio Salcedo, que ostentaba el, de nuevo importante, cargo de comandante general de las Provincias Internas. Salcedo promovió la inmigración a Texas, y una nueva población, Trinidad de Salcedo, se fundó en el cruce entre el río Trinidad y el camino de San Antonio a Nacogdoches. Por poco tiempo, Salcedo permitió el retorno a Texas de los súbditos españoles procedentes de Luisiana. Mientras tanto, unos pocos estadounidenses inmigrantes en Texas se habían naturalizado españoles. Sin embargo, Salcedo no veía con buenos ojos la llegada de extranjeros.
El rey Carlos IV de España ordenó delimitar claramente la frontera. Adelantándose a esos trabajos, ambas partes enviaron militares a las zonas en disputa. España incrementó bastante las tropas destinadas en Texas de forma que, en 1806, su número se había duplicado hasta 883 soldados estacionados en Nacogdoches y cercanías. A fines de 1806, los jefes locales habían llegado a un acuerdo temporal para que ni españoles ni estadounidenses se aventuraran en el espacio entre los ríos Sabina y Arroyo Hondo. Esta zona neutral pronto sería refugio de los fuera de la ley (forajidos) y no detuvo la entrada de gente por la frontera. Zebulon Pike exploraba las zonas en disputa, de la recién adquirida Luisiana, por encargo de los EE. UU., cuando fue arrestado por los españoles mientras acampaba en río Grande y devuelto a Natchitoches. Si bien las notas y mapas de Pike se confiscaron, su descripción memorizada de los territorios y animales de Texas fueron determinantes para excitar la imaginación de muchos estadounidenses.

## Fin del periodo español (1808-1821)
En mayo de 1808, Napoleón forzó la abdicación del rey borbón Fernando VII de España al trono español en favor de su hermano mayor, José Bonaparte. Esto supuso la revuelta del pueblo español contra los franceses, ahora considerados enemigos, que duró hasta 1814 cuando regresó Fernando VII, entonces El Deseado (y luego el felón o el narizotas, por su comportamiento y atributos). En ese tiempo se prestó poca atención a los asuntos de las colonias americanas. Se constituyó un gobierno español paralelo al de José I Bonaparte en Cádiz que publicó la Constitución de 1812. En el gobierno constitucional había representantes de las colonias, incluidas Texas y Nuevo México. Cuando Fernando VII recupera el trono, no reconoce ni la constitución ni al gobierno provisional representativo y restaura (1814-1820) el absolutismo. El pronunciamiento militar del general Riego forzó al monarca a reconocer contra su voluntad la Constitución de Cádiz y dio paso al Trienio Liberal.

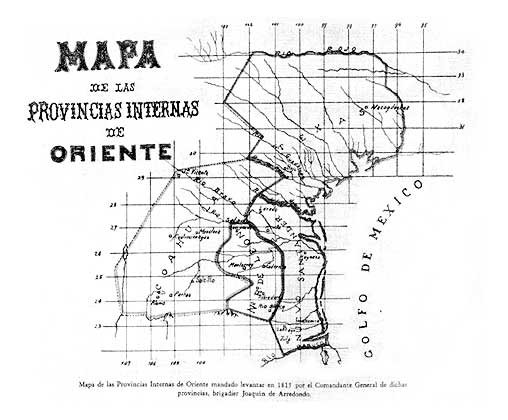
Provincias Internas de Oriente en 1815

En aquellos tiempos confusos no estaba claro quien gobernaba las colonias: José I, el gobierno en la sombra de Fernando VII (las Cortes de Cádiz), los oficiales coloniales o los revolucionarios de cada provincia. La Guerra de Independencia Mexicana comenzó en 1810 con la rebelión del cura Miguel Hidalgo. Temiendo la extensión de la revuelta a Texas, el gobernador Manuel María de Salcedo cerró las fronteras a los extranjeros (forasteros). Esta medida pronto encontró la oposición de su tío, Nemesio Salcedo, comandante general. Los revolucionarios derrocaron y encarcelaron a Salcedo, y se constituyó un nuevo gobierno en Texas. Salcedo persuadió a su carcelero, Ignacio Elizondo, para que le liberase y se uniera a los realistas. Organizaron el contragolpe que triunfó.  En 1811 el cura Hidalgo fue capturado y ejecutado.
Aunque Estados Unidos permaneció oficialmente neutral durante las revueltas en la colonia española, permitió a los rebeldes comerciar en sus puertos donde obtuvieron armas y munición americana. Estados Unidos proporcionó también hombres para la lucha, siendo Natchitoches la base de la que partieron unas cuantas expediciones contra Texas. 
En 1812 el insurgente mexicano, Bernardo Gutiérrez de Lara, entró con un pequeño ejército de estadounidenses en Texas. Los indios de Texas este rápidamente se unieron a los insurgentes. Este grupo, que se hizo llamar el Ejército Republicano del Norte, capturó San Antonio en 1813, asesinó al gobernador Salcedo y proclamó la independencia de Texas. El asesinato del gobernador y de otros oficiales, contra lo acordado, provocó la deserción de muchos anglo-estadounidenses. No obstante, el 17 de abril de 1813 los integrantes de la Expedición Gutiérrez-Magee compusieron la Primera Constitución de Texas con una forma de gobierno centralizado.
Las fuerzas realistas españolas reconquistaron la provincia ese mismo año de 1813 tras vencer en la batalla de Medina, en la que murieron 1300 hombres, algunos de los cuales fueron ejecutados por republicanos. En solo dos semanas casi 400 rebeldes fueron ejecutados y las viudas e hijas permanecieron prisioneras dos meses. A los americanos hechos prisioneros se les dio la oportunidad de permanecer en Texas jurando lealtad a España, y los que no juraron fueron expulsados a los Estados Unidos. 
Como por entonces los comanches eran una amenaza, el general español Arredondo ordenó a los rancheros que fueran temporalmente a San Antonio para que ayudaran en la defensa de la ciudad. Cuando los rancheros regresaron a sus residencias encontraron que todo el ganado había sido sacrificado por los comanches que dejaron la mayoría de los cadáveres allí donde cayeron muertos. El ejército español también saqueó Texas, así que hacia 1820 quedaban menos de 2000 ciudadanos hispanos en una tierra arrasada e insegura.
Otro revolucionario, José Manuel Herrera, organizó un gobierno en la isla Galveston que proclamó como parte de la República de México (septiembre de 1816). Un grupo de exiliados franceses en los Estados Unidos intentó crear una colonia en el río Trinidad, conocida como Champ d'Asile (campo de asilo). Y desde allí planearon liberar Nueva España para, a continuación, rescatar a Napoleón que estaba recluido en la Isla Santa Elena.

Tratado Adams-Onís que ponía fin al conflicto fronterizo entre España y los Estados Unidos, de 1821, origen de la frontera norte del nuevo estado mexicano

El 22 de febrero de 1819, España y los Estados Unidos llegaron a un acuerdo transcontinental por el que España cedía Florida a cambio de que Estados Unidos renunciara a sus pretensiones en Texas. La frontera oficial de Texas se establecía en el río Sabina o Sabine, actual límite entre Texas y Luisiana, luego en el río Rojo o Red, para seguir por el río Arkansas hasta el paralelo 42 N. El paralelo 42 fue frontera entre los territorios de España y Estados Unidos hasta California, y hoy es el límite entre Oregón y California. España retrasó, hasta febrero de 1821, la ratificación del tratado como medida de presión contra Estados Unidos para que no reconocieran como nación independiente a la colonia española. En ese tiempo unos cuantos americanos se manifestaron contrarios al tratado y contra la renuncia al territorio de Texas. Un editorial en la City of Washington Gazette denunciaba el tratado, y consideraba más importantes las tierras de Texas que todos los territorios al oeste de las montañas Rocosas.
En 1819, el filibustero James Long dirigió la larga expedición ("Expedición de Long") para invadir Texas. Declaró la República Independiente de Texas, pero a fines del año su rebelión había sido sofocada por las tropas españolas del coronel Ignacio Pérez. Al año siguiente Long estableció su base antiespañola junto a la bahía de Galveston para "liberar a Texas del yugo de las autoridades españolas, ... el despotismo más atroz de los anales de Europa" . Su rebelión no llegó a ninguna parte. 
El 24 de febrero de 1821, Agustín de Iturbide lanzó el Plan por la Independencia de México. Texas fue uno de los componentes fundadores de la nación mexicana, al concluir el conflicto insurgente, ahora sin que se disparara un tiro.

## Legado

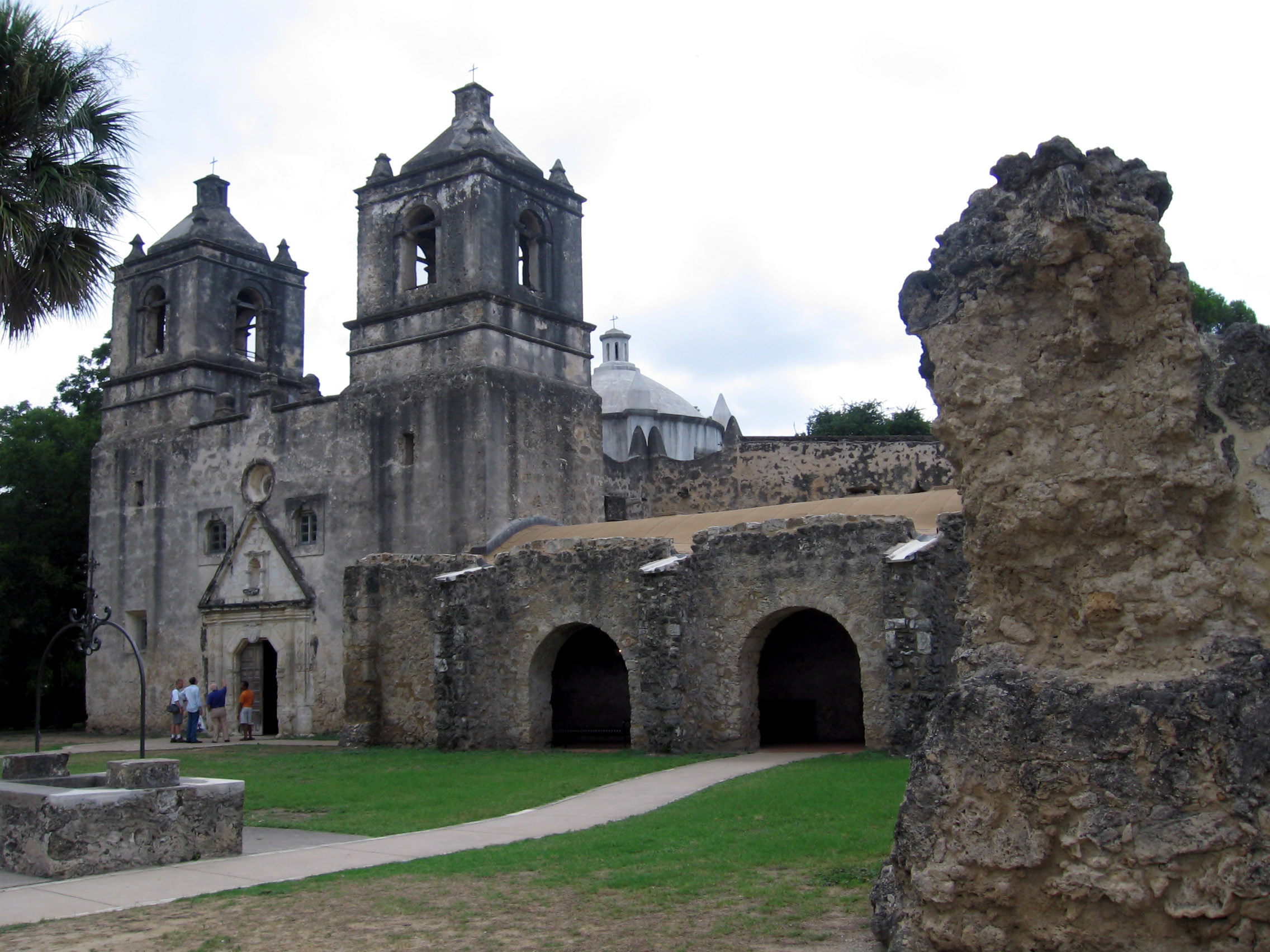
Misión Concepción es una de las misiones de San Antonio que son parte del National Historic Landmark.

El dominio español sobre Texas fue seguido por el mexicano pero resulta difícil separar las influencias españolas o mexicanas en el futuro estado. El legado más evidente es el del lenguaje; El nombre del estado deriva de la palabra española para referirse a otra de los indios nativos. Los mayores ríos de Texas, salvo el Red, tienen nombres españoles o formas inglesas derivadas del español; Son de origen español los nombres de 42 de los 254 condados de Texas, así como los nombres de numerosas localidades tejanas.
También proceden del español unas cuantas palabras incorporadas al inglés americano como barbecue, canyon, ranch, y plaza. Además está el legado de la Iglesia católica. Al final del dominio español, casi todo el mundo practicaba la religión católica, que todavía practica mucha gente en Texas. La misión española de San Antonio, creada para convertir a los indios al cristianismo, como fue tradición en la colonización de los españoles en América, fue restaurada y hoy es Monumento Nacional (National Historic Landmark).
El paisaje de Texas inevitablemente cambió como resultado de la presencia española. Ya en los años 1690 las expediciones españolas por la provincia de Texas contaban con ganado europeo, que incluía bovino, caballar, mular... Parte de ese ganado se abandonó cuando los españoles se retiraron del territorio en 1693, y sirvió para que las tribus indias formasen sus cuadras o sus rebaños. Los nuevos ganados se abastecían de grandes pastos y contribuyeron a la expansión por el interior de Texas del arbusto mezquite, que procedía de la costa. El ganado se adaptó a las nuevas condiciones salvo el búfalo, cuyo número decreció considerablemente. El paisaje fue modificado también por la actividad de los agricultores españoles y por la introducción del regadío. Se introdujeron nuevos elementos arquitectónicos como los patios, los suelos de baldosas, las paredes alicatadas con azulejos, las terrazas, las puertas entalladas en madera, y las rejas de hierro forjado.
Y aunque el sistema legal en Texas es el anglo-americano, se conservaron prácticas legales españolas. Entre ellas, la existencia de bienes privados no enajenables por los acreedores. Tejas implementó la primera exención fiscal por la vivienda propia de los Estados Unidos ya en 1839, siendo sus leyes tributarias de propiedad las más liberales de los Estados Unidos. Además, el derecho español reconocía la comunidad de bienes matrimoniales que, como en otras provincias españolas, Texas conservó en vez del sistema anglosajón en el que toda la propiedad pertenece al marido. Además, la ley española permitía nombrar, en casos testamentarios, a un albacea independiente a quien no se le exige obtener el permiso judicial para cada decisión administrativa no enumerada explícitamente en el testamento. Texas conservó este concepto, y con el tiempo se ha implementado en otros estados, hasta Arizona, Washington e Idaho. Con respecto a otros asuntos jurídicos, Texas mantuvo el principio español de adopción que se hizo el primer estado de los EE. UU. que permitió la adopción.